# ليزا جينوفا
ليزا جينوفا (بالإنجليزية: Lisa Genova) (ولدت في 22 نوفمبر 1970) هي عالمة أعصاب وروائية أمريكية. نشرت ذاتيا روايتها الأولى ما تزال أليس (2007) حول بروفيسورة في جامعة هارفرد تعاني من مرض آلزهايمر مبكر، وحصل الكتاب على شعبية كبيرة و كسبت سايمون وشوستر حقوق طباعتهن ونشر في يناير 2009 بواسطة بوكيت بوكس (حاليا غاليري بوكس). توجد حوالي 2.6 مليون نسخة مطبوعة وتُرجم إلى 37 لغة. وتم اختياره كواحد من ثلاثين كتابا لليلة العالمية للكتاب سنة 2013. حُوِّل الكتاب إلى فيلم في 2014 وفاز بجائزة الأوسكار لأفضل ممثلة لصالح جوليان مور.
كتبت جينوفا أدبا خياليا حول شخصيات تعاني من اضطرابات عصبية، ونشرت دار النشر غالري بوكس رواياتها الثلاث التالية: تركت مهملة 2011، الحب أنتوني 2012 وداخل عائلة أوبراين 2015 وجميعها في قائمة نيويورك تايمز لأكثر الكتب مبيعا.

## حياتها العلمية
تخرجت جينوفا متفوقة بامتياز مع مرتبة الشرف ، فاي بيتا كابا (Phi Beta Kappa) من جامعة بايتس بدرجة بكالوريوس العلوم، ثم حصلت على دكتوراه في علم الأعصاب من جامعة هارفرد سنة 1998.
أجرت أبحاثا في مستشفى ماساتشوستس العام، مدرسة طب جامعة ييل، مستشفى ماكلين ومعاهد الصحة الوطنية الأمريكية. درّست جينوفا التشريح العصبي في مدرسة طب هارفارد خريف 1996.

## أعمالها الأدبية
- ما تزال أليس 2007. Still Alice
- تركت مهملة 2011. Left Neglected
- الحب أنتوني 2012. Love Anthony
- داخل آل أوبراين 2015. Inside the O'Briens
- كل نوتة معزوفة 2018. Every Note Played

## روابط خارجية
- ليزا غينوفا على موقع IMDb (الإنجليزية)
- ليزا غينوفا على موقع قاعدة بيانات الفيلم (الإنجليزية)
- الحساب الرسمي على فيسبوك